# Yared Shegumo
Yared Shegumo, né le 10 janvier 1983 à Addis-Abeba, est un athlète polonais d'origine éthiopienne spécialiste des courses de fond et de demi-fond.
Son record obtenu lors du marathon de Varsovie en 2013 est de 2 h 10 min 34 s.

## Biographie
Arrivé en Pologne pour les Championnats du monde d'athlétisme jeunesse, à seulement 17 ans, il s'y installe en 1999 mais son intégration est difficile du fait de problèmes financiers. En 2007 il décide d'immigrer à Birmingham, au Royaume-Uni pour chercher du travail. Il exerce des petits boulots et arrête complètement l'athlétisme durant 3 ans et demi. Il revient finalement en Pologne en 2010 pour reprendre sa carrière. Il remporte la médaille d'argent du marathon lors des championnats d'Europe 2014 à Zurich derrière Daniele Meucci.

## Palmarès
| Date | Compétition                | Lieu      | Résultat | Épreuve  | Temps           |
| ---- | -------------------------- | --------- | -------- | -------- | --------------- |
| 2004 | Championnat de Pologne     | Spala     | 1er      | 3 000 m  | 8 min 07 s 53   |
| 2004 | Coupe d'Europe des nations | Leipzig   | 5e       | 3 000 m  | 7 min 54 s 04   |
| 2006 | Championnat de Pologne     | Spala     | 1er      | 3 000 m  | 8 min 03 s 52   |
| 2012 | Championnat de Pologne     | Dębno     | 1er      | Marathon | 2 h 15 min 19 s |
| 2013 | Marathon de Varsovie       | Varsovie  | 1er      | Marathon | 2 h 10 min 34 s |
| 2014 | Marathon de Łódź           | Łódź      | 1er      | Marathon | 2 h 10 min 41 s |
| 2014 | Championnat de Pologne     | Postomino | 1er      | 10 000 m | 30 min 18 s 77  |
| 2014 | Championnats d'Europe      | Zurich    | 2e       | Marathon | 2 h 12 min 00 s |
| 2015 | Marathon de Berlin         | Berlin    | 8e       | Marathon | 2 h 10 min 47 s |
| 2021 | Marathon de Varsovie       | Varsovie  | 1er      | Marathon | 2 h 14 min 38 s |

## Records
| Épreuve       | Performance     | Date              | Lieu     |
| ------------- | --------------- | ----------------- | -------- |
| 5 kilomètres  | 14 min 17 s     | 15 juin 2014      | Varsovie |
| 10 kilomètres | 29 min 48 s     | 6 août 2011       | Gdańsk   |
| 10 miles      | 49 min 46 s     | 15 juin 2013      | Teresin  |
| Semi-marathon | 1 h 3 min 42 s  | 24 mars 2013      | Varsovie |
| Marathon      | 2 h 10 min 34 s | 29 septembre 2013 | Varsovie |